# Sakura, Chiba
Sakura (佐倉市 Tá Thương thị, Sakura-shi) là một thành phố thuộc tỉnh Chiba, Nhật Bản.
Tính đến tháng 12 năm 2014, thành phố có ước tính dân số là 177.601 người và mật độ dân số là 1714 người trên mỗi km². Tổng diện tích là 103,59 km².

## Địa lý
Sakura nằm ở phía đông bắc tỉnh Chiba trên cao nguyên Shimōsa. Thành phố nằm cách Tokyo 40 km về phía đông bắc và cách sân bay quốc tế Narita 15 km. Thành phố Chiba, thủ phủ của tỉnh, 15 Tây Nam Sakura. Hồ Inba và Inba Marsh tạo thành các giới hạn thành phố phía bắc.

### Đô thị giáp ranh
- Chiba, Chiba
- Yotsukaido, Chiba
- Yachiyo, Chiba
- Inzai, Chiba
- Yachimata, Chiba
- Shisui, Chiba